# COMIC華漫
『COMIC華漫』（コミックはなまん）は、ワニマガジン社発行の成人向け漫画雑誌。

## 概要
2011年6月発売号より、COMIC失楽天と役割を交代し、再録中心となった。公称部数8万部。2019年6月発売の8月号を最後に刊行が途絶えている。

## 過去の特集作家
- 愛上陸（2019年8月号）
- 武田弘光（2019年7月号）
- Hamao（2019年6月号）
- にの子（2019年5月号）
- 六角八十助（2019年4月号）
- きい（2019年3月号）
- ぴょん吉（2019年2月号）
- 三巷文（2019年1月号）
- 桂井よしあき（2018年12月号）
- ぐじら（2018年11月号）
- momi（2018年10月号）
- 如月群真（2018年9月号）
- 胃之上奇嘉郎（2018年8月号）
- mogg（2018年6月号）
- オクモト悠太（2018年4月号）
- 石川シスケ（2018年2月号）
- みくに瑞貴（2017年12月号）
- なぱた（2017年10月号）
- 桃月すず（2017年8月号）
- 宵野コタロー（2017年2月号）
- いーむす・アキ（2016年12月号）
- 由浦カズヤ（2016年10月号）
- イノウエマキト（2016年8月号）
- ひげなむち（2016年6月号）
- Hamao（2016年4月号）
- メメ50（2016年2月号）
- Cuvie（2015年12月号）
- Hisasi（2015年10月号）
- ホムンクルス（2015年8月号）
- かるま龍狼（2015年6月号）
- 八尋ぽち（2015年4月号）
- こんちき（2015年2月号）
- 堀博昭（2014年12月号）

## 関連雑誌
COMIC快楽天

COMIC失楽天
快楽天の連載作品のうち、特定の作家を特集して出される増刊。COMIC快楽天に掲載済みの作品を再編集したものがほとんどで書き下ろしが少ないため、単行本をなかなか出さないための代替品扱いとも言われる。公称発行部数は20万部。鳴子ハナハルなどの人気作家の特集号は、中古市場で特に高値で取引されることがある。2011年6月発売号より同社の成年向け漫画雑誌COMIC華漫と役割を交代し、従来の再録中心ではなく新作のみが掲載されるようになった。2012年11月号より独立創刊。
COMIC快楽天BEAST（ビースト）
同じワニマガジン社から刊行されているChuッスペシャルの増刊枠を利用しての創刊。現在は独立して月刊化。公称発行部数は12万部。
COMIC快楽天XTC（エクスタシー）
Yha!Hip&lipの増刊枠を利用し2012年7月発売号より創刊。不定期刊。Yha!Hip&lipの休刊に伴い2015年5月発売号（Vol.5）より快楽天BEASTの増刊となり、同時に成年コミックマーク付きとなった。
COMIC X-EROS（コミックゼロス）
快楽天の増刊として2012年11月に創刊した成年コミックマーク付き月刊誌。
快楽天・星組
1997年から2000年頃まで刊行されていた増刊。中綴じである快楽天と違って星組は平綴じ。表紙はOKAMAが担当。現在は休刊。